# Mistrzostwa Ameryki Południowej w Lekkoatletyce 2023
53. Mistrzostwa Ameryki Południowej w Lekkoatletyce – zawody lekkoatletyczne, które odbyły się w dniach 28-30 lipca 2023 w São Paulo.

## Rezultaty
W maju 2024 roku reprezentant Surinamu Issamade Asinga został zdyskwalifikowany na cztery lata za stosowanie dopingu i jednocześnie odebrano mu złote medale wywalczone na tej imprezie lekkoatletycznej. Surinamczykowi anulowano również rekord świata juniorów w konkurencji biegu na 100 m (wynosił on 9,89 s).

### Mężczyźni
| Konkurencja                   | 1. miejsce                                                                                        | Wynik      | 2. miejsce                                                                            | Wynik      | 3. miejsce                                                                          | Wynik      |
| ----------------------------- | ------------------------------------------------------------------------------------------------- | ---------- | ------------------------------------------------------------------------------------- | ---------- | ----------------------------------------------------------------------------------- | ---------- |
| Bieg na 100 m                 | Erik Cardoso                                                                                      | 9,97       | Ronal Longa                                                                           | 9,99       | Paulo André de Oliveira                                                             | 10,03      |
| Bieg na 200 m                 | Alonso Edward                                                                                     | 20,39      | César Almirón                                                                         | 20,49      | Jorge Vides                                                                         | 20,59      |
| Bieg na 400 m                 | Anthony Jose Zambrano                                                                             | 45,52      | Elián Larregina                                                                       | 45,63      | Jhon Perlaza                                                                        | 45,86      |
| Bieg na 800 m                 | Eduardo Ribeiro Moreira                                                                           | 1:47,12    | Rafael Muñoz                                                                          | 1:47,27    | Jose Antonio Maita Perez                                                            | 1:47,65    |
| Bieg na 1500 m                | Diego Javier Lacamoire                                                                            | 3:47,99    | Guilherme Kurtz                                                                       | 3:48,11    | Andre Carlos Sousa Sales                                                            | 3:49,24    |
| Bieg na 5000 m                | Valentin Soca                                                                                     | 13:55,42   | Marcos Julián Molina                                                                  | 13:55,75   | Altobeli da Silva                                                                   | 13:55,91   |
| Bieg na 10 000 m              | Carlos Díaz                                                                                       | 28:57,18   | Ignacio Velasquez                                                                     | 29:00,91   | Diego Arévalo                                                                       | 29:10,79   |
| Bieg na 3000 m z przeszkodami | Marcos Julián Molina                                                                              | 8:36,47    | Carlos San Martín                                                                     | 8:39,23    | Julio Palomino                                                                      | 8:48,93    |
| Bieg na 110 m przez płotki    | Eduardo de Deus                                                                                   | 13,59      | Brayan Steven Rojas                                                                   | 13,72      | Martin Saenz                                                                        | 13,76      |
| Bieg na 400 m przez płotki    | Matheus Lima Da Silva                                                                             | 49,44      | Bruno Agustín de Genaro                                                               | 50,35      | Cristobal Muñoz                                                                     | 50,89      |
| Sztafeta 4 × 100 m            | Brazylia Paulo André de Oliveira · Felipe Bardi dos Santos · Erik Cardoso · Rodrigo do Nascimento | 38,70      | Paragwaj Jonathan Wolk · Misael Zalazar · Fredy Maidana · Cesar Almiron               | 39,25      | Wenezuela David Vivas Larrua · Rafael Vazquez · Alexis Nieves · Bryant Alamo        | 39,55      |
| Sztafeta 4 × 400 m            | Wenezuela Javier Emanuel Gomez · Julio Rodriguez · Kelvis Padrino · José Maita Pérez              | 3:04,14    | Brazylia Vitor Hugo de Miranda · Lucas Carvalho · Maxsuel Santana · Douglas Hernandes | 3:04,15    | Argentyna Pedro Emmert · Bruno de Gennaro · Julián Gaviola · Elian Gaspar Larregina | 3:05,76    |
| Chód na 20 000 m              | Luis Henry Campos                                                                                 | 1:21:25,60 | Jhoantan Amores                                                                       | 1:21:42,90 | Max Goncalves dos Santos                                                            | 1:23:21,70 |
| Skok wzwyż                    | Carlos Layoy                                                                                      | 2,23       | Fernando Ferreira                                                                     | 2,21       | Talles Frederico Silva                                                              | 2,13       |
| Skok o tyczce                 | Germán Chiaraviglio                                                                               | 5,55       | Dyander Pacho                                                                         | 5,40       | Ricardo David Montes                                                                | 5,40       |
| Skok w dal                    | Arnovis Dalmero                                                                                   | 8,29       | Emiliano Lasa                                                                         | 8,08       | Lucas Marcelino dos Santos                                                          | 7,83       |
| Trójskok                      | Almir dos Santos                                                                                  | 17,24      | Geiner Moreno                                                                         | 16,58      | Leodan Torrealba                                                                    | 16,52      |
| Pchnięcie kulą                | Welington Morais                                                                                  | 20,59      | Nazareno Sasia                                                                        | 19,75      | Willian Dourado                                                                     | 19,45      |
| Rzut dyskiem                  | Claudio Romero                                                                                    | 63,24      | Juan José Caicedo                                                                     | 62,46      | Mauricio Ortega                                                                     | 60,15      |
| Rzut młotem                   | Humberto Mansilla                                                                                 | 75,92      | Gabriel Kehr                                                                          | 75,57      | Joaquín Gómez                                                                       | 73,77      |
| Rzut oszczepem                | Pedro Henrique Rodrigues                                                                          | 80,26      | Billy Julio López                                                                     | 78,72      | Luiz Mauricio Dias da Silva                                                         | 77,17      |
| Dziesięciobój                 | Jose Ferreira Santana                                                                             | 8058 pkt.  | Santiago Ford                                                                         | 7845 pkt.  | Gerson Vidal Izaguirre                                                              | 7691 pkt.  |

### Kobiety
| Konkurencja                   | 1. miejsce                                                                        | Wynik      | 2. miejsce                                                                              | Wynik      | 3. miejsce                                                                 | Wynik      |
| ----------------------------- | --------------------------------------------------------------------------------- | ---------- | --------------------------------------------------------------------------------------- | ---------- | -------------------------------------------------------------------------- | ---------- |
| Bieg na 100 m                 | Vitória Cristina Rosa                                                             | 11,17 =    | Ángela Tenorio                                                                          | 11,30      | Aimara Nazareno                                                            | 11,38      |
| Bieg na 200 m                 | Nicole Caicedo                                                                    | 22,81      | Shary Vallecilla                                                                        | 23,07      | Ana Azevedo                                                                | 23,13      |
| Bieg na 400 m                 | Martina Weil                                                                      | 51,11      | Evelis Aguilar                                                                          | 51,41      | Nicole Caicedo                                                             | 51,53      |
| Bieg na 800 m                 | Flávia de Lima                                                                    | 2:01,82    | Déborah Rodríguez                                                                       | 2:03,94    | Berdine Castillo                                                           | 2:04,16    |
| Bieg na 1500 m                | Fedra Aldana Luna                                                                 | 4:14,52    | July Ferreira da Silva                                                                  | 4:16,11    | María Pía Fernández                                                        | 4:16,78    |
| Bieg na 5000 m                | Fedra Aldana Luna                                                                 | 16:06,00   | Lizaida Valdivia                                                                        | 16:12,45   | Muriel Coneo                                                               | 16:20,82   |
| Bieg na 10 000 m              | Luz Mery Rojas                                                                    | 34:25,00   | Lizaida Valdivia                                                                        | 34:26,00   | Daiana Ocampo                                                              | 34:28,20   |
| Bieg na 3000 m z przeszkodami | Tatiane Raquel da Silva                                                           | 9:55,73    | Simone Ponte Ferraz                                                                     | 9:59,44    | Clara Macarena Baiocchi                                                    | 10:19,71   |
| Bieg na 100 m przez płotki    | Caroline Tomaz                                                                    | 13,26      | Micaela Rosa de Mello                                                                   | 13,34      | Maria Ignacia Eguiguren                                                    | 13,81      |
| Bieg na 400 m przez płotki    | Chayenne da Silva                                                                 | 55,90      | Bianca Amaro dos Santos                                                                 | 57,30      | Valeria Cabezas                                                            | 57,31      |
| Sztafeta 4 × 100 m            | Brazylia Ana Azevedo · Vitória Cristina Rosa · Barbara Leoncio · Rosângela Santos | 43,47      | Kolumbia Evelyn Rivera · Angelica Caicedo · Shary Vallecilla · Melany Bolaño            | 44,18      | Chile Viviana Olivares · Isidora Jiménez · Anais Hernandez · Javiera Cañas | 44,40      |
| Sztafeta 4 × 400 m            | Kolumbia Lina Licona · Valeria Cabezas · Jennifer Padilla · Evelis Aguilar        | 3:31,39    | Brazylia Jainy Barreto · Julia Aparecida Rocha · Daysiellen Atla Dias · Tiffani Marinho | 3:31,63    | Chile Poulette Cardoch · Berdine Castillo · Anais Hernández · Martina Weil | 3:35,39    |
| Chód na 20 000 m              | Mary Luz Andía                                                                    | 1:29:07,50 | Paula Torres                                                                            | 1:33:06,10 | Gabriela de Souza Muniz                                                    | 1:33:31,80 |
| Skok wzwyż                    | Valdileia Martins                                                                 | 1,84       | Maria Isabel Arboleda                                                                   | 1,78       | Jennifer Rodriguez Carvajal                                                | 1,78       |
| Skok o tyczce                 | Juliana Campos                                                                    | 4,60       | Robeilys Peinado                                                                        | 4,50       | Katherine Castillo                                                         | 4,20       |
| Skok w dal                    | Eliane Martins                                                                    | 6,62       | Lissandra Campos                                                                        | 6,32       | Yuliana Angulo                                                             | 6,26       |
| Trójskok                      | Gabriele Santos                                                                   | 13,92      | Estrella Lobo                                                                           | 13,54      | Adriana Chila                                                              | 13,42      |
| Pchnięcie kulą                | Ivana Gallardo                                                                    | 17,39      | Lívia Avancini                                                                          | 17,04      | Natalia Duco                                                               | 16,93      |
| Rzut dyskiem                  | Izabela da Silva                                                                  | 61,26      | Karen Gallardo                                                                          | 59,92      | Andressa de Morais                                                         | 59,37      |
| Rzut młotem                   | Rosa Rodríguez                                                                    | 68,12      | Mayra Gaviria                                                                           | 67,07      | Ximena Zorrilla                                                            | 65,92      |
| Rzut oszczepem                | Flor Ruíz                                                                         | 61,82      | Jucilene de Lima                                                                        | 60,68      | María Lucelly Murillo                                                      | 59,75      |
| Siedmiobój                    | Martha Araújo                                                                     | 5785 pkt.  | Tamara de Sousa                                                                         | 5314 pkt.  | María Fernanda Murillo                                                     | 5229 pkt.  |

### Zawody mieszane
| Konkurencja                 | 1. miejsce                                                                   | Wynik   | 2. miejsce                                                                       | Wynik   | 3. miejsce                                                               | Wynik   |
| --------------------------- | ---------------------------------------------------------------------------- | ------- | -------------------------------------------------------------------------------- | ------- | ------------------------------------------------------------------------ | ------- |
| Sztafeta mieszana 4 × 400 m | Kolumbia Jhon Perlaza · Lina Licona · Anthony Jose Zambrano · Evelis Aguilar | 3:14,79 | Brazylia Tiago Lemes · Julia Aparecida Rocha · Douglas Hernandes · Jainy Barreto | 3:18,02 | Ekwador Alan Minda · Gabriela Suarez · Francisco Tejeda · Nicole Caicedo | 3:24,42 |

## Klasyfikacja medalowa
Opracowano na podstawie materiałów źródłowych.
| Miejsce | Państwo   | Złoto | Srebro | Brąz | Razem |
| ------- | --------- | ----- | ------ | ---- | ----- |
| 1.      | Brazylia  | 20    | 13     | 12   | 45    |
| 2.      | Kolumbia  | 6     | 11     | 8    | 25    |
| 3.      | Argentyna | 6     | 4      | 4    | 14    |
| 4.      | Chile     | 5     | 5      | 7    | 17    |
| 5.      | Peru      | 3     | 2      | 2    | 7     |
| 6.      | Wenezuela | 2     | 1      | 5    | 8     |
| 7.      | Ekwador   | 1     | 5      | 6    | 12    |
| 8.      | Urugwaj   | 1     | 2      | 1    | 4     |
| 9.      | Panama    | 1     | 0      | 0    | 1     |
| 10.     | Paragwaj  | 0     | 2      | 0    | 2     |
| Razem   | Razem     | 45    | 45     | 45   | 135   |